# Bag of Bones (álbum)
Bag of Bones es el noveno álbum de estudio de la banda sueca de hard rock Europe. 
Las fechas oficiales de salida fueron las siguientes: el 18 de abril de 2012 en Japón  por la etiqueta Victor Entertainment, el 25 de abril en Suecia por Gain Music Entertainment. y el 30 de abril en el Reino Unido por earMUSIC/Edel.
El disco consta de 11 canciones originales y un bonus track exclusivo para la edición japonesa. Adicionalmente, la banda realizó un edición especial limitada en formato de LP de vinilo.
Como sencillo promocional, se lanzó la canción "Not Supposed to Sing the Blues", el 9 de marzo de 2012. Su vídeo oficial fue dirigido una vez más por Patric Ullaeus y fue estrenado en su página oficial el 22 de marzo de 2012.
Bag of Bones es el primer álbum de Europe en ingresar al UK Top 100 Albums desde Prisoners in Paradise en 1991 (número 56) y también lo logró en el UK Top 40 Rock Albums en el número 3.

## Historia
Luego de su notorio éxito local en Suecia con Last Look at Eden en 2009, la banda se dedicó rápidamente a la composición de su nuevo material en un concepto similar, aunque con una base más directa de blues rock. 
El 12 de julio de 2011, Europe contrató al prestigioso productor sudafricano Kevin Shirley, conocido por su trabajo con artistas de rock tan diversos como Journey, Iron Maiden, Rush, Led Zeppelin, Joe Bonamassa, Aerosmith, Dream Theater  y Mr. Big entre otros, como parte vital del nuevo disco. Precisamente, el guitarrista de blues Joe Bonamassa colaboró como músico invitado en la canción que da nombre al álbum.
Al respecto de Bag of Bones, Shirley afirmó: "He sido un gran fan del trabajo de Europe por muchos años". "La banda es influyente y altamente infravalorada. No puedo esperar hacer de este álbum su más explosivo a la fecha". Las sesiones de grabación iniciaron el 3 de octubre de 2011.
El título del álbum fue anunciado el 24 de enero de 2012. Contrariamente a la creencia popular, el nombre no está basado en el conocido libro de terror del mismo nombre de Stephen King. El baterista Ian Haugland explicó: "No se llamó 'Bag of Bones' porque todos nosotros hubiéramos perdido toneladas de peso, o porque encontráramos un nuevo interés en la arqueología o perros... Es sólo porque eso sonaba malditamente genial!"
Mientras tanto, el vocalista Joey Tempest fue más específico en su concepto musical: "Con 'Bag of Bones' hicimos un disco de rock duro clásico con toques de blues", y agregó, "Eso casi se siente como una 'precuela' a nuestro primer álbum, con un golpe del 2012".
Además  de ser lanzado como un CD y descarga digital, el álbum también fue lanzado como un LP. Tempest explicó el motivo: "Con la nueva portada de "Bag of Bones",  es mucho el detalle que se incluye en él. Se convirtió un poco aburrido, por un tiempo, que todo el mundo pensara: 'los CD son pequeños, por lo que vamos a hacer algo simple`. Sin embargo, tenemos computadoras, para que podamos volar con las portadas que se van a utilizar para los carteles y el disco de vinilo, por lo que todavía vale la pena ir más allá para hacer las cubiertas grandes. Y estamos muy contentos de haberlo hecho así".

## Recepción
El álbum debutó en el número 2 en los listados de álbumes de Suecia el 4 de mayo de 2012 y fue certificado como Disco de Oro en ese país el 12 de julio de 2012.

## Lista de canciones
1. "Riches to Rags" (Joey Tempest, John Levén) – 3:05
2. "Not Supposed to Sing the Blues" (Joey Tempest) – 5:13
3. "Firebox" (Joey Tempest, Mic Michaeli) – 3:46
4. "Bag of Bones" (Joey Tempest) – 5:31
5. "Requiem" (Mic Michaeli) – 0:28
6. "My Woman My Friend" (Joey Tempest, John Levén) – 4:25
7. "Demon Head" (Joey Tempest, John Levén, John Norum) – 3:58
8. "Drink and a Smile" (Joey Tempest, Mic Michaeli) – 2:21
9. "Doghouse" (Joey Tempest) – 3:58
10. "Mercy You Mercy Me" (Joey Tempest, John Norum) – 4:31
11. "Bring It All Home" (Joey Tempest, Mic Michaeli) – 3:39[3][10]

### Bonus track edición japonesa
1. "Beautiful Disaster"[1] – 3:57 (Joey Tempest)

## Lista de canciones LP

### Lado A
1. "Riches to Rags" (Joey Tempest, John Levén) – 3:05
2. "Not Supposed to Sing the Blues" (Joey Tempest) – 5:13
3. "Firebox" (Joey Tempest, Mic Michaeli) – 3:46
4. "Bag of Bones" (Joey Tempest) – 5:31
5. "Requiem" (Mic Michaeli) – 0:28
6. "My Woman My Friend" (Joey Tempest, John Levén) – 4:25

### Lado B
1. "Demon Head" (Joey Tempest, John Levén, John Norum) – 3:58
2. "Drink and a Smile" (Joey Tempest, Mic Michaeli) – 2:21
3. "Doghouse" (Joey Tempest) – 3:58
4. "Mercy You Mercy Me" (Joey Tempest, John Norum) – 4:31
5. "Bring It All Home" (Joey Tempest, Mic Michaeli) – 3:39

## Personal
Europe
- Joey Tempest – Vocales
- John Norum – Guitarras
- John Levén – Bajo
- Mic Michaeli – Teclados, coros
- Ian Haugland – Batería

Músicos adicionales
- Joe Bonamassa – guitarra slide en la canción "Bag of Bones"[2][3]
- Anton Fig – percusión[2]

Producción
- Producido por Kevin Shirley[2]
- Mezcla e ingeniería por Kevin Shirley[2]

Arte de cubierta
- Diseño por Ulf Lundén[2]

## Posiciones en listas
| Año  | Listado               | Máxima posición | Ref.   |
| ---- | --------------------- | --------------- | ------ |
| 2012 | Swedish Album Chart   | 2               | [ 9 ]  |
| 2012 | Norwegian Album Chart | 21              | [ 11 ] |
| 2012 | Dutch AlbumTop 100    | 44              | [ 12 ] |
| 2012 | UK Albums Chart       | 56              | [ 13 ] |
| 2012 | German Albums Chart   | 26              | [ 14 ] |
| 2012 | Swiss Albums Chart    | 18              | [ 15 ] |
| 2012 | Czech Album Chart     | 37              | [ 16 ] |
| 2012 | Italian Album Chart   | 51              | [ 16 ] |